# Felix Andries Vening Meinesz

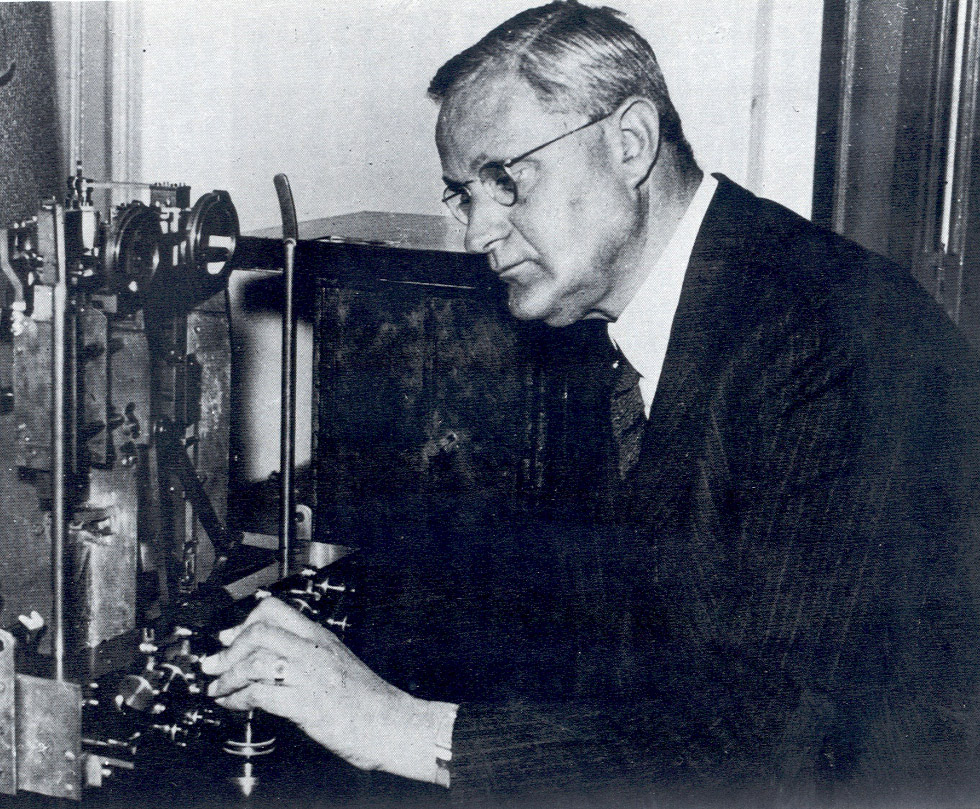
Felix Andries Vening Meinesz

Felix Andries Vening Meinesz (ur. 30 lipca 1887 w Hadze, zm. 10 sierpnia 1966 w Amersfoort) – holenderski fizyk, geodeta i geofizyk.

## Życiorys
Prowadził badania nad polem grawitacyjnym Ziemi oraz budową jej wnętrza. Skonstruował przyrząd służący do pomiarów przyspieszenia ziemskiego na morzu. Rozwinął teorię prądów konwekcyjnych. Był profesorem uniwersytetu w Utrechcie i Uniwersytetu Technicznego w Delfcie.
W 1945 roku otrzymał Penrose Medal, nagrodę za wkład w rozwój nauk geologicznych, przyznawaną przez Geological Society of America. Zaś w 1963 roku otrzymał Medal Wollastona, nagrodę naukową przyznawaną za osiągnięcia w badaniach geologicznych i pokrewnych, przyznawaną przez Londyńskie Towarzystwo Geologiczne.
Był członkiem Królewskiej Holenderskiej Akademii Sztuk i Nauk.